# Bergkirchen
Bergkirchen est une commune de Bavière (Allemagne), située dans l'arrondissement de Dachau, dans le district de Haute-Bavière.

## Monuments
- Église Saint-Jean le Baptiste : église gothique, avec des fondations gothiques.
- Chateau Lauterbach : chateau de la famille des comtes de Hundt.